# Enrichetta del Belgio
Enrichetta del Belgio, (in francese Henriette, Marie, Charlotte, Antoinette de Saxe Cobourg et Gotha) (Bruxelles, 30 novembre 1870 – Sierre, 28 marzo 1948), nata principessa del Belgio, divenne duchessa di Vendôme e di Alençon per matrimonio.

## Biografia

### Infanzia

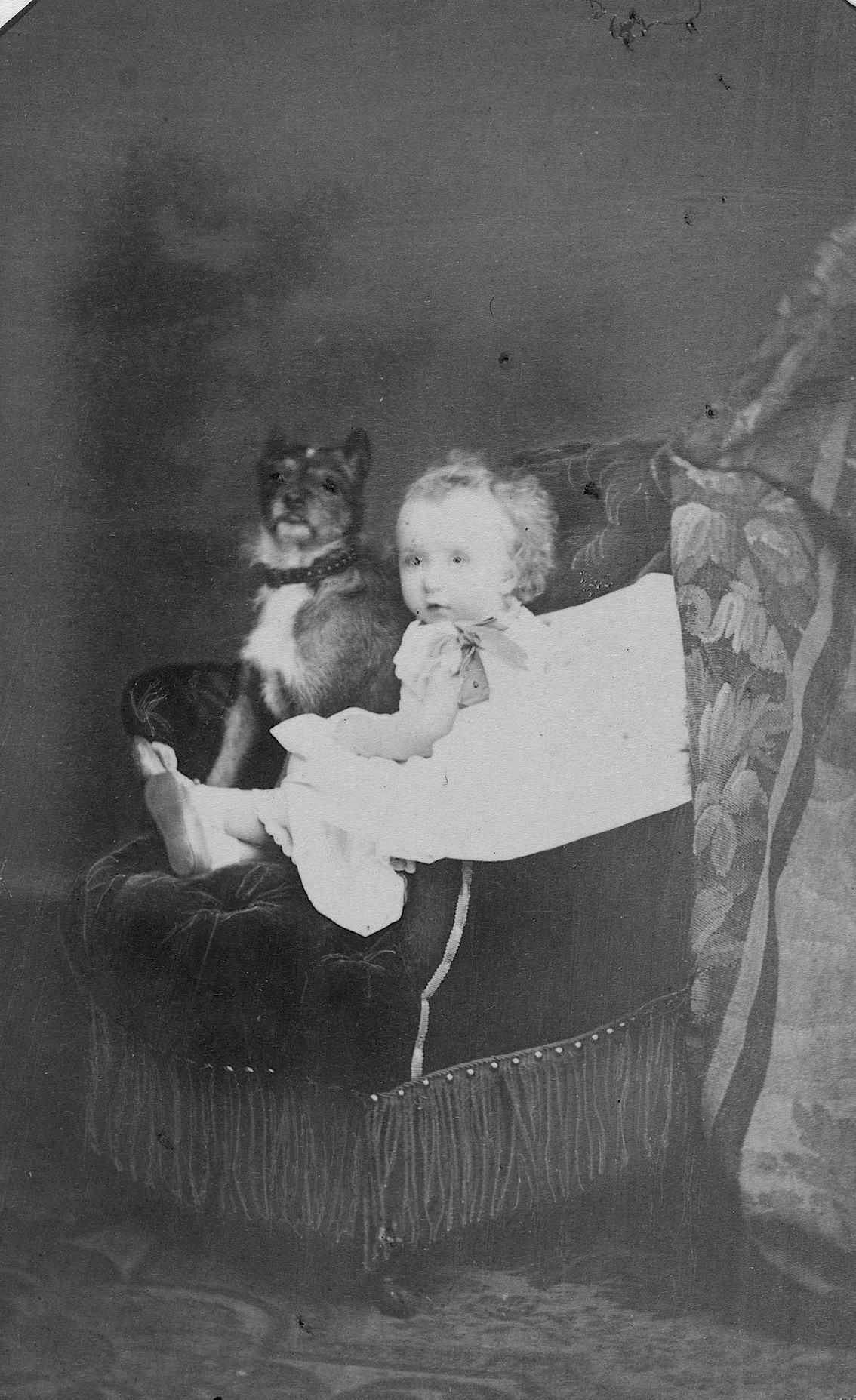
Enrichetta del Belgio in tenera età

Enrichetta fu la seconda dei figli del conte di Fiandra Filippo, e di sua moglie, Maria di Hohenzollern-Sigmaringen. Aveva una sorella gemella, Giuseppina, morta a pochi mesi nel 1871. 
I suoi nonni paterni erano il re Leopoldo I del Belgio e la sua seconda moglie, la regina Luisa d'Orléans; quelli materni il principe Carlo Antonio di Hohenzollern-Sigmaringen e la principessa Giuseppina di Baden.

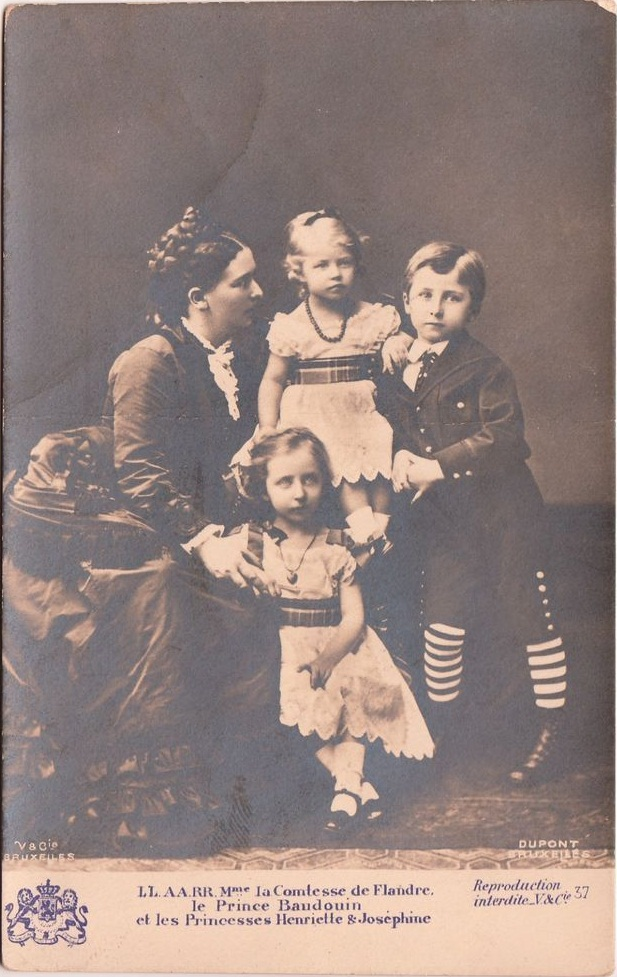
Maria di Hohenzollern-Sigmaringen con Enrichetta e i fratelli

Enrichetta crebbe, nel palazzo dei suoi genitori in Rue de la Regénce a Bruxelles, con i fratelli Baldovino, Giuseppina e Alberto (futuro re Alberto I).
Tra tutti i suoi fratelli, essa aveva più affinità di carattere e di interessi con Baldovino, il fratello maggiore che, all'età di soli ventun anni, morì a causa di una polmonite.
Molto colta ed erudita, amava praticare lo sport, in particolare l'equitazione e la caccia.

### Matrimonio

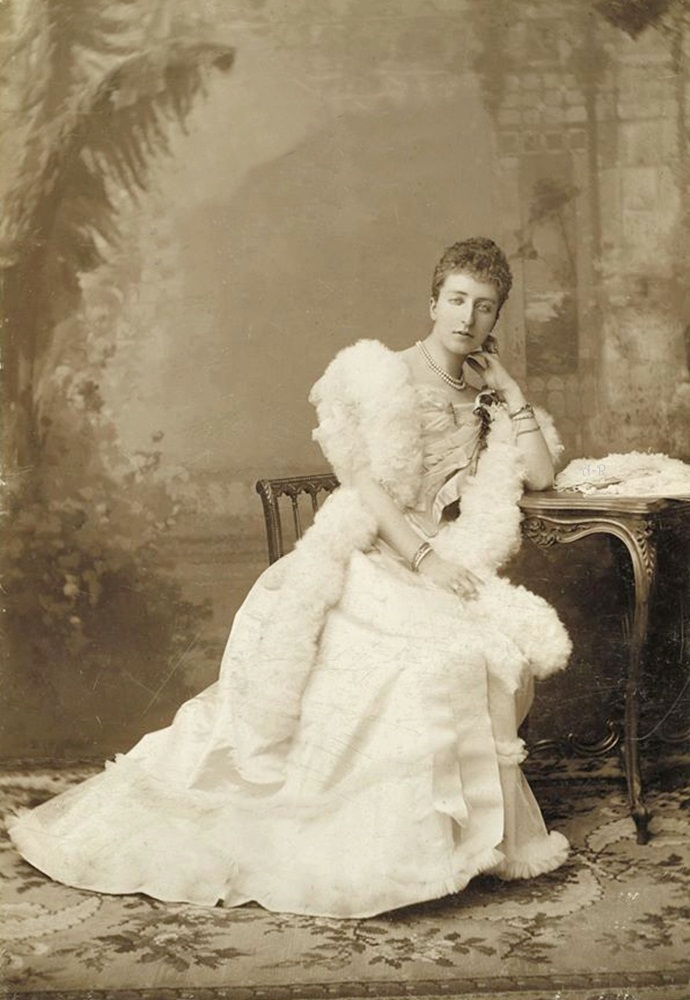
Enrichetta, duchessa di Vendôme

Sposò, il 12 febbraio 1896 a Bruxelles, Emanuele d'Orléans, duca di Vendôme, figlio del duca d'Aleçon Ferdinando d'Orléans e di Sofia Carlotta di Baviera, e nipote del re "borghese" Luigi Filippo. La coppia si stabilì a Neuilly.
Il Duca e la Duchessa di Vendôme furono figure molto rappresentative della vita mondana parigina durante il periodo della Belle Époque. Nel 1908 accompagnò il marito sulle Montagne Rocciose, negli Stati Uniti, per vedere gli orsi grizzly.

### Ultimi anni

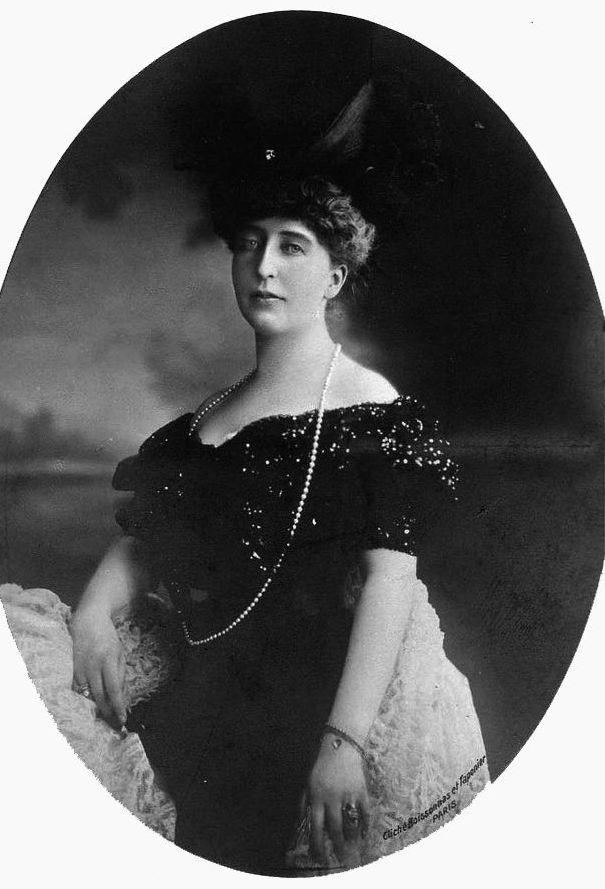
S.A.R. la Principessa Enrichetta del Belgio, duchessa di Vendôme fotografata nel 1905

Negli ultimi anni della sua vita Enrichetta si dedicò anche alla pittura illustrando numerose opere, pubblicate tra il 1928 e il 1946, con la tecnica dell'acquerello.
La Principessa morì a Sierre, in Svizzera, il 28 marzo del 1948 ed è inumata nella cripta della Cappella Reale di Dreux, il mausoleo della famiglia degli Orléans.

## Discendenza
Enrichetta ed Emanuele d'Orléans ebbero quattro figli:
- Principessa Maria Luisa d'Orléans, principessa di Francia (31 dicembre 1897-8 marzo 1973), sposò Filippo di Borbone (1885-1949) principe delle Due Sicilie, matrimonio terminato con un divorzio nel 1925;
- Sofia Giuseppina Luisa Maria Immacolata Gabriella Filippa Enrichetta d'Orléans, principessa di Francia (19 ottobre 1898-9 ottobre 1928), nubile;
- Genoveffa d'Orléans, principessa di Francia (21 settembre 1901-1983), sposò il marchese Antonio di Chaponay-Morance;
- Carlo Filippo di Vendôme, duca di Nemours, di Vendôme e d'Alençon (4 aprile 1905-10 marzo 1970), sposò Margherita Watson.

## Ascendenza
|                                           |                                   |                                           | Genitori                               |  |  | Nonni |  |  | Bisnonni                                        |  |  | Trisnonni                                     |  |
|                                           |                                   |                                           |                                        |  |  |       |  |  | Francesco Federico di Sassonia-Coburgo-Saalfeld |  |  | Ernesto Federico di Sassonia-Coburgo-Saalfeld |  |
|                                           |                                   |                                           |                                        |  |  |       |  |  | Francesco Federico di Sassonia-Coburgo-Saalfeld |  |  | Ernesto Federico di Sassonia-Coburgo-Saalfeld |  |
|                                           |                                   | Sofia Antonio di Brunswick-Wolfenbüttel   |                                        |  |  |       |  |  | Francesco Federico di Sassonia-Coburgo-Saalfeld |  |  |                                               |  |
| Leopoldo I del Belgio                     |                                   |                                           |                                        |  |  |       |  |  | Francesco Federico di Sassonia-Coburgo-Saalfeld |  |  |                                               |  |
|                                           |                                   | Augusta di Reuss-Ebersdorf                | Ernesto XXIV di Reuss-Ebersdorf        |  |  |       |  |  |                                                 |  |  |                                               |  |
|                                           |                                   | Augusta di Reuss-Ebersdorf                | Ernesto XXIV di Reuss-Ebersdorf        |  |  |       |  |  |                                                 |  |  |                                               |  |
|                                           |                                   | Augusta di Reuss-Ebersdorf                | Carolina Ernestina di Erbach-Schönberg |  |  |       |  |  |                                                 |  |  |                                               |  |
| Filippo del Belgio                        |                                   | Augusta di Reuss-Ebersdorf                |                                        |  |  |       |  |  |                                                 |  |  |                                               |  |
|                                           |                                   | Luigi Filippo di Francia                  | Luigi Filippo II di Borbone-Orléans    |  |  |       |  |  |                                                 |  |  |                                               |  |
|                                           |                                   | Luigi Filippo di Francia                  | Luigi Filippo II di Borbone-Orléans    |  |  |       |  |  |                                                 |  |  |                                               |  |
|                                           |                                   | Luigi Filippo di Francia                  | Luisa Maria Adelaide di Borbone        |  |  |       |  |  |                                                 |  |  |                                               |  |
| Luisa d'Orléans                           |                                   | Luigi Filippo di Francia                  |                                        |  |  |       |  |  |                                                 |  |  |                                               |  |
|                                           |                                   | Maria Amalia di Borbone-Due Sicilie       | Ferdinando I delle Due Sicilie         |  |  |       |  |  |                                                 |  |  |                                               |  |
|                                           |                                   | Maria Amalia di Borbone-Due Sicilie       | Ferdinando I delle Due Sicilie         |  |  |       |  |  |                                                 |  |  |                                               |  |
|                                           |                                   | Maria Amalia di Borbone-Due Sicilie       | Maria Carolina d'Asburgo-Lorena        |  |  |       |  |  |                                                 |  |  |                                               |  |
| Enrichetta del Belgio                     |                                   | Maria Amalia di Borbone-Due Sicilie       |                                        |  |  |       |  |  |                                                 |  |  |                                               |  |
|                                           | Carlo di Hohenzollern-Sigmaringen | Antonio Luigi di Hohenzollern-Sigmaringen |                                        |  |  |       |  |  |                                                 |  |  |                                               |  |
|                                           | Carlo di Hohenzollern-Sigmaringen | Antonio Luigi di Hohenzollern-Sigmaringen |                                        |  |  |       |  |  |                                                 |  |  |                                               |  |
|                                           | Carlo di Hohenzollern-Sigmaringen | Amalia Zefirina di Salm-Kyrburg           |                                        |  |  |       |  |  |                                                 |  |  |                                               |  |
| Carlo Antonio di Hohenzollern-Sigmaringen | Carlo di Hohenzollern-Sigmaringen |                                           |                                        |  |  |       |  |  |                                                 |  |  |                                               |  |
|                                           |                                   | Maria Antonietta Murat                    | Pierre Murat                           |  |  |       |  |  |                                                 |  |  |                                               |  |
|                                           |                                   | Maria Antonietta Murat                    | Pierre Murat                           |  |  |       |  |  |                                                 |  |  |                                               |  |
|                                           |                                   | Maria Antonietta Murat                    | Louise d'Astorg                        |  |  |       |  |  |                                                 |  |  |                                               |  |
| Maria di Hohenzollern-Sigmaringen         |                                   | Maria Antonietta Murat                    |                                        |  |  |       |  |  |                                                 |  |  |                                               |  |
|                                           |                                   | Carlo II di Baden                         | Carlo Luigi di Baden                   |  |  |       |  |  |                                                 |  |  |                                               |  |
|                                           |                                   | Carlo II di Baden                         | Carlo Luigi di Baden                   |  |  |       |  |  |                                                 |  |  |                                               |  |
|                                           |                                   | Carlo II di Baden                         | Amalia d'Assia-Darmstadt               |  |  |       |  |  |                                                 |  |  |                                               |  |
| Giuseppina di Baden                       |                                   | Carlo II di Baden                         |                                        |  |  |       |  |  |                                                 |  |  |                                               |  |
|                                           |                                   | Stefania di Beauharnais                   | Claude de Beauharnais                  |  |  |       |  |  |                                                 |  |  |                                               |  |
|                                           |                                   | Stefania di Beauharnais                   | Claude de Beauharnais                  |  |  |       |  |  |                                                 |  |  |                                               |  |
|                                           |                                   | Stefania di Beauharnais                   | Claudine de Lézay-Marnésia             |  |  |       |  |  |                                                 |  |  |                                               |  |
|                                           |                                   | Stefania di Beauharnais                   |                                        |  |  |       |  |  |                                                 |  |  |                                               |  |